# Erol Boralı
Erol Boralı (* 1. Januar 1943 in Çanakkale) ist ein ehemaliger türkischer Fußballspieler. Durch seine Tätigkeit für Galatasaray Istanbul und Ankara Şekerspor wird er mit diesen Vereinen assoziiert. Er war in jener Galatasaray-Mannschaft tätig, die mit Spielern wie Metin Oktay, Kadri Aytaç, Suat Mamat, Uğur Köken und Turgay Şeren den türkischen Fußball in den 1960er Jahren stark beeinflusste als Ergänzungsspieler. Da bei seinem Wechsel im Sommer 1961 zu Galatasaray mit Erol Kaynak ein weiterer Erol im Mannschaftskader existierte und dieser älter war, wurde Boralı wie damals im türkischen Fußball üblich fortan als Küçük Erol (dt.: Der kleine Erol) bezeichnet und Kaynak als Büyük Erol (dt.: Der große Erol) bezeichnet. Mit 100 Erstligaeinsätzen für Şekerspor ist er nach Güngör Sürel (103 Einsätze) und Cahit Dikici (101 Einsätze), der Spieler mit den dritthäufigsten Süper-Lig-Einsätzen der Vereinsgeschichte.

## Spielerkarriere

### Galatasaray Istanbul
Die Anfänge Boralıs Fußballkarriere sind nicht näher dokumentiert wurden. Er wechselte im Sommer 1961 zu Galatasaray Istanbul. Aufgrund der damals hohen Anzahl an offensiven Mittelfeldspielern wie Suat Mamat, Bahri Altıntabak und Ayhan Elmastaşoğlu saß der damals 18-jährige Boralı in seiner ersten Saison für die Rot-Gelben fast ausschließlich auf der Ersatzbank. Lediglich in der Ligabegegnung vom 10. September 1961 gegen Ankara Demirspor spielte er über die volle Spiellänge und gab damit sein Profidebüt. Die Milli-Lig-Saison 1961/62 beendete sein Team mit dem Gewinn der ersten Türkischen Meisterschaft der Vereinsgeschichte, wodurch auch Boralı seinen ersten Titel auf Vereinsebene holte.
Nach dieser für den Klub erfolgreichen Saison versuchte der Cheftrainer Gündüz Kılıç, der bereits Mitte der 1950er Jahre als Trainer mit Galatasaray große Erfolge gefeiert hatte, die wichtigsten Spieler aus seiner ersten Trainerperiode bei Galatasaray wieder zu verpflichten. Am Ende der abgelaufenen Saison bahnte sich bereits eine Rückholaktion des zum US Palermo gewechselten Stürmerstars Metin Oktay an. Nach monatelangen Verhandlungen wurde der Transfer von Oktay Ende Juli 1962 abgewickelt. Zudem wurde vom Erzrivalen Fenerbahçe der Offensiv-Allrounder Kadri Aytaç zurückgeholt. Ergänzend zu diesen beiden ehemaligen Spielern wurde auch der als Rechtsaußen Tarık Kutver verpflichtet. Durch den Zukauf dieser Offensivspieler sang die Wahrscheinlichkeit für Boralı sich einen Stammplatz zu erobern. Dennoch wurde er vom Trainer neben den Spielern Metin Oktay, Kadri Aytaç, Uğur Köken, Suat Mamat, Tarık Kutver und Ayhan Elmastaşoğlu, die in der Saison 1962/63 ein sehr erfolgreiches Offensivgespann bildeten und einen Großteil der 105 Ligatore erzielten, vier Mal in der Liga und einmal im Pokal eingesetzt. In der Saison 1962/63 gelang seiner Mannschaft die türkische Meisterschaft und damit die Titelverteidigung. Boralıs Team gewann in dieser Saison auch den neu eingeführten Türkischen Fußballpokal und wurde damit sowohl erster türkischer Pokalsieger als auch erster türkischer Double-Sieger. Zudem wurde im Europapokal der Landesmeister 1962/63 das Viertelfinale und damit die bis dato beste Platzierung einer türkischen Mannschaft in diesem Wettbewerb im Speziellen und in allen europäischen Vereinswettbewerben im Allgemeinen erreicht. Im Viertelfinale scheiterte die Mannschaft an AC Mailand.
Begünstigt durch den Weggang Suat Mamats und dem Ausfallen weiterer Spieler, spielte Boralı in den Spielzeiten 1963/64 und 1964/65 phasenweise als Stammspieler und absolvierte 16 bzw. 14 Ligaspiele. In die Saison 1963/64 startete die Mannschaft mit dem Gewinn des vorsaisonalen Pokalwettbewerbs des TSYD-Istanbul-Pokals. Die Mannschaft verpasste in dieser  Saison aber den Anschluss an die Tabellenspitze und beendete die Saison auf dem dritten Tabellenplatz. Auch in der Saison 1964/65 verspielte Boralıs Mannschaft die Meisterschaft. In beiden Spielzeiten 1963/64 und 1964/65 holte die Mannschaft aber zum zweiten und dritten Mal den Türkischen Fußballpokal. Dadurch wurde Boralı auch Teil jener Mannschaft, die zum ersten Mal den Türkischen Fußballpokal drei Mal in Folge gewinnen konnte.

### Ankara Şekerspor
Nachdem Galatasaray die letzten zwei Spielzeiten ohne Meisterschaftstitel geblieben war, wurden einige Spieler im Sommer 1965 zum Verkauf aussortiert. Unter den aussortierten Spielern befand sich auch Boralı. Dieser wechselte im Juli 1965 innerhalb der Liga zum Hauptstadtvertreter Ankara Şekerspor. Bei seinem neuen Klub etablierte er sich auf Anhieb als Leistungsträger und Stammspieler. Nachdem aber sein Verein zum Saisonende den Klassenerhalt verfehlt hatte, stieg er mit seinem Verein in die 2. Futbol Ligi ab. Obwohl die Mannschaft den direkten Wiederaufstieg aus eigener Kraft nicht erreichte, wurde Şekerspor nach monatelangen Gerichtsverhandlungen per Gerichtsbeschluss wieder in die 1. Liga aufgenommen. In der Abstiegssaison war eine Spielunterbrechung zu Ungunsten Şekerspors entschieden worden, welche zum Abstieg führte. Gegen diese Entscheidung klagte Şekerspor und bekam schließlich vom Sportgericht recht gesprochen. So spielte Boralı ab dem Sommer mit seiner Mannschaft wieder in der 1. Liga. Nachdem sich seine Mannschaft eine Saison in der Liga halten konnte, wurde in der darauffolgenden Saison aber erneut der Klassenerhalt verfehlt. So stieg Boralı mit seiner Mannschaft wieder in die 2. Liga ab. In der dritten Zweitligasaison, der Saison 1971/72, erreichte Boralıs Mannschaft die Zweitligameisterschaft und damit den Aufstieg in die 1. Lig. In dieser Liga wurde erneut der Klassenerhalt nicht geschafft, sodass der Klub wieder nach einem Jahr in die 2. Liga absteigen musste. Boralı spielte nach diesem Abstieg eine weitere Saison für Şekerspor.

### Nationalmannschaft
Boralı begann seine Karriere bei den türkischen Nationalmannschaften 1962 während seiner Zeit bei Galatasaray mit einem Einsatz für die Türkische U-18-Nationalmannschaft. Anschließend absolvierte er acht weitere Einsätze für die U-18-Auswahl. Bei allen Begegnungen war er dabei über 18 Jahre alt.
1965 gab er für die Türkische U-21-Nationalmannschaft sein Debüt. Mit dieser nahm er im Sommer 1969 am Balkan-Cup teil und absolvierte hier vier Spiele.

## Trivia
- In seinen ersten Jahren bei Galatasaray studierte Boralı neben seiner Fußballspielertätigkeit.[1]

## Erfolge
Mit Galatasaray Istanbul
- Türkischer Meister: 1961/62, 1962/63
- Türkischer Pokalsieger: 1962/63, 1963/64, 1964/65
- TSYD-Istanbul-Pokalsieger: 1963/64
- Viertelfinalist im Europapokal der Landesmeister: 1962/63

Mit Ankara Şekerspor
- Meister der TFF 1. Lig und Aufstieg in die Süper Lig: 1971/72